# Dachang
För andra betydelser, se Dachang (olika betydelser).
Dachang är ett autonomt härad för huikineser som lyder under Langfangs stad på prefekturnivå i Hebei-provinsen i norra Kina.
1. ↑  http://www.geohive.com/cntry/cn-13.aspx